# Jonathan Coeffic
Jonathan Coeffic (født 1. juni 1981 i Villeurbanne, Frankrig) er en fransk tidligere roer.
Coeffic vandt bronze ved OL 2008 i Beijing, som del af den franske dobbeltfirer. Bådens øvrige besætning var Pierre-Jean Peltier, Julien Bahain og Cédric Berrest. I finalen blev franskmændene besejret af Polen, som vandt guld, samt af Italien, der tog sølvmedaljerne. Han deltog i samme disciplin ved OL 2004 i Athen, hvor franskmændene blev nr. 13.
Coeffic vandt desuden VM-sølv i dobbeltfirer ved VM 2007 i München.

## OL-medaljer
- 2008:  Bronze i dobbeltfirer